# شفیع آقا محمدیان
شفیع آقا محمدیان (زاده ۱۳۳۸ در اردبیل) کارگردان، فیلم‌نامه‌نویس، هنرپیشه ایرانی است.

## فیلم‌شناسی

### سینمایی
- ۱۳۷۲ راننده سفیر (نویسنده، کارگردان، مجری طرح، تدوین)
- ۱۳۷۳ مروارید سیاه (نویسنده، کارگردان)
- ۱۳۷۵ فرار از جهنم (نویسنده، کارگردان، بازیگر، طراح صحنه و لباس)
- ۱۳۷۵ روی خط مرگ (کارگردان)
- ۱۳۷۶ تارهای نامریی (بازیگر، مجری طرح، مدیر روابط عمومی)
- ۱۳۷۷ چشم عقاب (کارگردان)
- ۱۳۷۸ تلفن (کارگردان، بازنویسی فیلمنامه)

### سریال
- سریال برگه‌های سفید (کارگردانی) ۱۳۸۷

### تله فیلم
- طلوع دیگر (کارگردان)
- یک روز جمعه (نویسنده و کارگردان)
- تا آخرین روز خدا (کارگردان)
- راز پنجره (کارگردان)
- ۱خط باریک[۳] ( کارگردان )
- خمپاره باز (کارگردان)